# Filadelfia
Filadelfia là một khu tự quản thuộc tỉnh Caldas, Colombia. Thủ phủ của khu tự quản Filadelfia đóng tại Filadelfia Khu tự quản Filadelfia có diện tích 193 ki lô mét vuông. Đến thời điểm ngày 28 tháng 5 năm 2005, khu tự quản Filadelfia có dân số 14105 người.